# Вико-Канавезе
Вико-Канавезе (итал. Vico Canavese, пьем. Vi) — коммуна в Италии, располагается в регионе Пьемонт, в провинции Турин.
Население составляет 901 человек (2008 г.), плотность населения составляет 28 чел./км². Занимает площадь 32 км². Почтовый индекс — 10080. Телефонный код — 0125.
Покровителем коммуны почитается святой Иоанн Креститель, празднование 24 июня, и святой Дефендент, празднование 2 января.

## Демография
Динамика населения:

## Администрация коммуны
- Официальный сайт: http://www.comune.vico.to.it/